# Jane Wyatt
Jane Waddington Wyatt (ur. 12 sierpnia 1910 w Campgaw, zm. 20 października 2006 w Bel Air) – amerykańska aktorka, trzykrotna laureatka nagrody Emmy za występ w serialu Father Knows Best.

## Filmografia
- 1937: Zagubiony horyzont jako Sondra
- 1943: The Kansan jako Eleanor Sager
- 1944: Nic oprócz samotnego serca jako Aggie Hunter
- 1947: Bumerang jako Madge Harvey
- 1947: Dżentelmeńska umowa jako Jane
- 1986: Star Trek IV: Powrót na Ziemię jako Amanda

## Nagrody
- Nagroda Emmy 1958, 1959, 1960: Father Knows Best (Najlepsza aktorka pierwszoplanowa w serialu komediowym)